# Gebäudemanagement
Das Gebäudemanagement ist ein Teilbereich des Facilitymanagements, das sich mit der Bewirtschaftung von bestehenden Gebäuden und technischen Anlagen beschäftigt. Eine Untergliederung kann in die Bereiche technisches, infrastrukturelles und kaufmännisches Gebäudemanagement erfolgen. Gemäß DIN 32736 gehört auch das Flächenmanagement dazu.
Dagegen betrachtet das Facilitymanagement die Immobilie in ihrem gesamten Lebenszyklus mit den Phasen der Planung, Errichtung, Nutzung, Verwertung u. a.

## Teilbereiche

### Technisches Gebäudemanagement
Das technische Gebäudemanagement beschäftigt sich damit, die Gebäude und Anlagen funktionsfähig zu halten. Zu den Aufgaben des technischen Gebäudemanagements zählen die Betriebsführung, Umbau und Sanierung, Versorgung sowie das Umweltmanagement.

### Infrastrukturelles Gebäudemanagement
Das Infrastrukturelle Gebäudemanagement beschäftigt sich mit den Sachen einer Immobilie, die den Flächen derselben zugeordnet sind. Hierzu gehören die Verwaltung sämtlicher Dienstleistungsfirmen, wie z. B. Reinigungsdienste oder Sicherheitsdienste, sowie die Organisation von Logistik- und Umzugsdiensten und Fuhrparkmanagement.

### Kaufmännisches Gebäudemanagement
Das kaufmännische Gebäudemanagement beschäftigt sich mit der Objektbuchhaltung sowie dem Kosten- und Vertragsmanagement. In diesen Bereich fällt z. B. die Nutzer- und Eigentümerbetreuung, das gebäudebezogene Rechnungswesen, die Überwachung vertraglicher Leistungen von externen Dienstleistern und das Qualitätsmanagement.

### Flächenmanagement
Das Flächenmanagement hat zum Ziel, Flächen gemäß den Qualitätsanforderungen einer Organisation sicherzustellen. Je nach Nutzungsziel gibt es verschiedene Ausrichtungen. So hat das nutzerorientierte Flächenmanagement eine optimale räumliche Anordnung von Arbeitsplätzen nach ergonomischen Gesichtspunkten zum Inhalt. Das anlagenorientierte Flächenmanagement ist an den Anforderungen der Flächen für die technische Gebäudeausrüstung ausgerichtet.